# Vincenzo Amato (matematico)
Vincenzo Amato (Taranto, 2 giugno 1881 – Catania, 2 marzo 1963) è stato un matematico italiano.

## Biografia
Laureatosi in matematica all'Università di Catania nel 1901, vi rimase fino al 1904 in qualità di assistente prima alla cattedra di Algebra complementare, poi a quella di Geometria analitica.
Passò successivamente all'insegnamento, per oltre trent'anni, nelle scuole secondarie, ma mantenendo sempre, al contempo, rapporti col mondo accademico, restando sempre attivo nella ricerca matematica.
Diventò quindi libero docente di analisi algebrica nel 1917 presso l'Università di Catania, che gli affidò l'incarico d'insegnamento di teoria dei gruppi e vari altri incarichi di insegnamento nello stesso ateneo. Partecipò nel 1919, vincendolo, al concorso per la cattedra di analisi matematica dell'Università di Cagliari, dove poi venne chiamato come professore straordinario. In seguito, divenuto ordinario di analisi matematica nel 1936, passò all'Università di Messina per tornare infine all'Università di Catania, dove fu preside della Facoltà di Scienze dal 1944 fino al pensionamento, nel 1956.
I suoi maggiori contributi alla matematica riguardarono principalmente la teoria dei gruppi finiti, occupandosi, in particolare, di gruppi non abeliani.
Socio di accademie culturali e istituzioni scientifiche nazionali, scrisse alcuni, fortunati libri di testo, soprattutto per le scuole secondarie, in collaborazione con Michele Cipolla.

## Opere principali
- Aritmetica pratica per le scuole medie inferiori, Tip. V. Muglia, Catania, 1913.
- Aritmetica pratica ed elementi di algebra per le scuole tecniche, Tip. V. Muglia, Catania, 1916.
- Compendio di analisi matematica, 2 voll., SEI-Società Editrice Internazionale, Catania-Torino, 1944-45 (con successive edizioni).
- Esercitazioni di analisi algebrica, Edizioni Casa del libro, Catania, 1946.